# Móra László (tudománytörténész)
Móra László (Erzsébetfalva [ma: Pestszenterzsébet], 1914. július 23. – Budapest, 2009. március 22.) magyar könyvtáros, tudománytörténész, a Magyar Tudományos Akadémia doktora. A műszaki tudománytörténet jeles kutatója.

## Fiatalkora
Móra László a budai, Krisztina téri elemi iskola (1920-24) és az I. kerületi Toldy Ferenc Főreálgimnázium I-IV. osztálya elvégzése után - amikor a Rákóczi Ferenc Katonai Reáliskolába pótfelvételt hirdettek - Sopronban folytatta középiskolai tanulmányait. Már itt, a soproni Zögereiban töltött négy év alatt megmutatkozott humán érdeklődése is: az önképzőkör aktív tagja volt. 1932-ben kitüntetéssel érettségizett.
A katonai középiskola elvégzése után, 1932-ben automatikusan felvették a Ludovika Akadémia tüzér szakára. Móra László légvédelmi tüzértiszt lett, kora katonatiszti életét élte. A világháború alatt csapattisztként teljesített szolgálatot a kevés sikerű, Budapest környéki légvédelem kötelékében. 1945-ben, az akkor megalakult Ideiglenes Nemzeti Kormány Vörös János vezette demokratikus hadseregébe jelentkezett, majd a Honvédelmi Minisztériumban szolgált, 1946-tól őrnagyi rendfokozatban. 1953 novemberében tartalékállományba helyezték. E kényszerű leszerelés indította el Móra László tudományos munkásságát.

## Szakmai pályafutása
Amikor, 1951-ben – szovjet mintára – a magyarországi egyetemeken is katonai tanszékeket alapítottak, Móra Lászlót a Budapesti Műszaki Egyetem Tüzér Tanszékére irányították. Ez volt műegyetemi kapcsolatának kezdete. Rövidesen, 1953 őszén elbocsátották a honvédségtől és 1954. január elsejétől már a BME Központi Könyvtárában dolgozott.
Az újrakezdés indította el Móra László könyvtárosi és tudománytörténészi tevékenységét: a BME Központi Könyvtárában végzett munkája mellett – vörös diplomával - végezte el az ELTE történelem-könyvtár szakát, majd 1964-ben ugyanitt, a Műegyetemen osztályvezető lett. A csaknem száz tanszéket integráló egyetemen ezekben az években alakult ki a belső könyvtári hálózat, az egyes önálló tanszéki könyvtárak hálózata. A tanszéki instruktorok tartották a szakmai kapcsolatot az egyetem központi könyvtárával. Ennek szervezését és irányítását végezte Móra László, akinek így személyes kapcsolatok kialakítására is módja nyílt.

## Családja
Édesapja Móra Mihály (1875-1945) törvényszéki bíró, később tanácselnök Budapesten. Édesanyja Kiridusz Mária (1884-1975) háztartásbeli, három fiát nevelte. Első felesége Jung Gizella (1927-2001) volt [fiuk ifj. Móra László (1954-) ügyvéd], a második, 1970-től Czabalay Lenke (1927- ) geológus, kandidátus, a Magyar Állami Földtani Intézet nyugalmazott főmunkatársa.

## Tudományos munkássága
1962-ben A Műegyetemi Könyvtár száz éve (1848-1948) című értekezését megvédve bölcsészettudományi egyetemi doktorrá avatták.
A Műegyetem hatalmas könyvtári rendszerét az 1914-ben elhunyt Wartha Vince alapította, ezért Móra László örömmel fogadta Szabadváry Ferenc és Inczédy János kémiaprofesszorok javaslatát, hogy írja meg Wartha Vince élettörténetét.
A Wartha Vince életéről és munkásságáról megjelent kötet olyan sikert aratott, hogy a Műegyetem Kémiai Technológiai Tanszékének vezetője, Szebényi Imre és Polinszky Károly akadémikus felkérte Móra Lászlót, hogy Varga Józsefről, a világhírű Műegyetemi professzorról és miniszterről írjon tanulmányt. E jól sikerült könyvhöz maga Polinszky írt előszót majd a Varga – Zemplén szobroknak a BME aulájában történő felavatásakor Csűrös Zoltán professzornak jutott eszébe, hogy Zemplén Géza életművét bemutató monográfiával is adósok a tanítványok. Farkas Lóránt és a Párizsban élő Mester László, a Zemplén-iskola egykori tagjai segítségével hamarosan elkészült a Zemplén könyv, melynek lektorálására az akkor Debrecenben élő Bognár Rezső akadémikust kérték fel.
Móra László ezekben az években ismerkedett meg, és írt több közös vegyipar-történeti publikációt Ötvös Dániellel, Szekeres Gáborral és Szekér Gyula későbbi nehézipari miniszterrel, akik Várpalotán alapították meg az Országos Vegyészeti Múzeumot.
Holló János, a Műegyetem Vegyészmérnöki Karának akkori dékánja és Telegdy Kovács László professzor javaslatára a nemzetközi hírű talajkémikus, ’Sigmond Elek életét bemutató könyv lett Móra László következő munkája.
A műegyetemi professzorokról írt gondosan szerkesztett, tárgyilagos hangú könyvei jelentős szakmai sikereket hoztak Móra Lászlónak, aki közben könyvtártudományi kérdésekkel is foglalkozott.
Több állami intézet történetét is megírta, melyek közül legfontosabb a Nehézvegyipari Kutató Intézet (NEVIKI) története. 
Móra László megírta az egykori Felső Ipariskola és „Technológiai Ipar Múzeum”, majd a 100 éves Országos Műszaki Könyvtár és Dokumentációs Központ (OMKDK) történetét is. Itt 1967-től a Hálózati és Módszertani Osztály majd a Feldolgozó Osztály vezetője lett.
64 évesen ment nyugdíjba, 1978-ban.
Az OMKDK-ban végzett munkája mellett nyílt alkalma az Országos Széchényi Könyvtárban végezhető rendszeres kutatásokra és a könyvtárosképzésre, tanításra is. A ’70-es évek végén indult a kétéves középfokú könyvtáros (technikus) képzés, üzemi könyvtárosok részére, ahol Móra László is oktatott.
1978-ban Gerő Zsolt, a Könyvtáros nevű szakfolyóirat főszerkesztője kérte fel rendszeresen megjelenő rovatok szerkesztésére. Állandó rovata lett a „Könyvtáros sorsok és pályák”, melyben a nem közismert, népszerű könyvtárosokról is írt: pl. Wartha Vincéről, az író Móra Ferencről és Gáspár Margitról. (Gáspár Margit írta meg a magyar kémiai irodalom bibliográfiáját.)
Külön rovatban írt a hazai és külföldi könyvtárakról: önálló cikkben ismertette először Pozsony, Prága, Varsó, Gdansk, Moszkva könyvtárait, majd - magánúton tett látogatásait követően - a Müncheni Bajor állami könyvtárról, Párizs és Mainz könyvtárairól írt tanulmányokat.
Felkereste az addig ismeretlen kisebb hazai, szakmai könyvtárakat, például a Magyar Nemzeti Bank, a Néprajzi Múzeum és a Szabadalmi Tár szakkönyvtárát és ezekről is ismertető publikációkat készített.
Móra László történészi tevékenységében döntő momentum volt Szabadváry Ferenc professzorral, az Országos Műszaki Múzeum (OMM) alapító főigazgatójával tartó évtizedes barátsága. Szabadváry professzor a műszaki könyvtárakról szóló kutatási jelentések írására kérte fel Móra Lászlót; a Technikatörténeti Szemle hasábjain jelentek meg ezek a tanulmányai. Első itt publikált cikke Bródy Imréről és az ajkai kriptongyártás történetéről szólt.
A híres vegyészek életéről szóló sorozatát tovább folytatva a Budapesti Tudományegyetemen működő Szebellédy Lászlóról, a coulometria felfedezőjéről, majd Gróh Gyula közismert kémiaprofesszorról és a kolozsvári Fabinyi Rudolfról, a Magyar Kémikusok Egyesülete (MKE) alapítójának életéről írt könyvet. Legutolsó könyvében pedig Bruckner Győző szerveskémia-professzor munkásságát mutatta be.
2006-ban, a Magyar Kémikusok Lapjában (MKL) megírta a József Műegyetem alapításának történetét.
Érdemeinek elismeréséül az MTA Tudományos Minősítő Bizottsága 1985-ben részére a kémiai tudomány kandidátusa tudományos fokozatot adományozta. Majd 1997-ben az MTA Doktori Bizottsága A hazai tudományos kémia megalapítói című, a tudományos munkásságát összefoglaló doktori értekezése alapján a Magyar Tudományos Akadémia Doktora tudományos fokozattal (DSc.) tüntette ki.
Móra Lászlót az 1956-os forradalom alatti magatartásáért tartalékos tiszti rangjától 1957-ben megfosztották, de az 1990. évi rendszerváltozást követően visszakapta tiszti rendfokozatát és nyugállományú alezredessé, majd 1998-ban ezredessé léptették elő. A II. világháborúban szerzett I. Osztályú Tűzkereszt (1944) után 1991-ben megkapta az 1956-os Emlékérem kitüntetést is. Egyéb munkásságáért a Magyar Népköztársasági Érdemérem arany fokozatával (1950), 1971-ben A Szocialista Kultúráért, végül a Magyar Köztársasági Arany Érdemkereszt kitüntetéssel jutalmazták (1994).
Móra Lászlót az MTA Tudomány- és Technikatörténeti Komplex Bizottsága 1985 óta minden ciklusban tagjának választotta. A „Műegyetemi Baráti Kör” alapító tagja volt (1987). A Zrínyi Miklós Nemzetvédelmi Egyetemnek gyémánt- és vasdiplomás tagja, a Honvéd Hagyományőrző Egyesület tagja. Aktív szerepet vállalt a Magyar Könyvtárosok Egyesületében, valamint a Magyar Kémikusok Egyesületében (MKE), melynek 2004-től örökös tiszteletbeli tagja.  2007-ben, az MKE legnagyobb kitüntetését, a Fabinyi Rudolf Emlékérmet kapta meg, 2008-ban pedig Bolyai Díjban részesült. Az MKE Kémia- és Vegyipar történeti Szakosztályban számos előadást tartott, valamint a Magyar Kémikusok Lapjában (MKL) és egyéb szakfolyóiratban tollából több száz közleménye jelent meg. A magyar kémia- és tudománytörténet ismert és nagyon népszerű tudósa volt, 2009. március 22.-én hunyt el, Budapesten. A Honvéd Hagyományőrző Egyesület dísztemetésén Beck Mihály akadémikus méltatta Móra László tudománytörténészi munkásságát.

## Művei
- Wartha Vince. (Korach Mórral.) A múlt magyar tudósai. Akadémiai Kiadó, Budapest, 1974.
- Varga József. A múlt magyar tudósai. Akadémiai Kiadó, Budapest, 1981.
- Korach Mór. A múlt magyar tudósai. Akadémiai Kiadó, Budapest, 1991.
- Zemplén Géza. A múlt magyar tudósai. Akadémiai Kiadó, Budapest, 1995.
- Móra László: A PEDAGÓGUS ÉS TUDOMÁNYSZERVEZŐ WARTHA VINCE
- Móra László – Próder István A magyar kémia és vegyipar kronológiája